# Broken-Hearted Girl
Broken-Hearted Girl is de zevende single van I Am... Sasha Fierce, het derde studioalbum van Beyoncé. Het is een r&b- en popballad geschreven door Beyoncé, Babyface en het productieduo Stargate.

## Uitgave
"Broken-Hearted Girl" zou eigenlijk als zesde single worden uitgegeven, maar dit werd op het laatste moment nog veranderd in Sweet Dreams. Uiteindelijk werd het nummer overal behalve in de Verenigde Staten en in Nederland uitgebracht. Wij kregen daarvoor in de plaats het nummer Radio – dit nummer werd namelijk gebruikt in reclamespotjes en was daardoor veel gedownload en aangevraagd bij radiostations.

## Videoclip
De video voor "Broken-Hearted Girl" werd op 16 juni 2009 uitgebracht. De regisseur van de clip is Sophie Muller. Het begin van de video is in zwart/wit. Beyoncé rijdt een parkeerplaats op en zit huilend in de auto. Ze denkt terug aan de mooie tijden die ze had met haar ex, zoals rennen over het strand. Daarna stapt ze uit de auto en loopt over strand terwijl ze de bloemblaadjes van een bloem af trekt, hier verandert de video in kleur. Op het eind verandert de video weer in zwart/wit en loopt Beyoncé glimlachend naar de auto en rijdt weg.

## Hitnotering
| Chart (2009)                     | Peak position |
| -------------------------------- | ------------- |
| ARIA Singles Chart               | 14            |
| ARIA Urban Singles Chart         | 4             |
| Austrian Singles Chart           | 38            |
| Belgian Tip Chart (Vlaanderen)   | 7             |
| Belgian Tip Chart (Wallonië)     | 9             |
| Brazil Billboard Hot 100 Airplay | 10            |
| Czech Republic Airplay Chart     | 15            |
| European Hot 100 Singles         | 37            |
| German Singles Chart             | 14            |
| Irish Singles Chart              | 20            |
| Swiss Singles Chart              | 62            |
| Slovakian Airplay Chart          | 39            |
| UK Singles Chart                 | 27            |
| UK R&B Chart                     | 12            |